# 皮安迪梅莱托
皮安迪梅莱托（義大利語：Piandimeleto），是意大利佩薩羅和烏爾比諾省的一个市镇。总面积39.96平方公里，人口2097人，人口密度52.5人/平方公里（2008年）。ISTAT代码为041047。